# تشارلي بولك
تشارلي بولك (بالإنجليزية: Charlie Paulk)‏ مواليد 14 يونيو 1946 في فيتزجيرالد - الوفاة 01 أكتوبر 2014، كان لاعب كرة سلة أمريكي.

## المسيرة الاحترافية
لعب مع ميلووكي باكز من سنة 1968 إلى 1970، ثم لعب مع سكرامنتو كينغز في موسم 1970–1971، ثم لعب مع شيكاغو بولز في سنة 1971، ثم لعب مع نيويورك نيكس في موسم 1971–1972.

## روابط خارجية
- تشارلي بولك على موقع الاتحاد الدولي لكرة السلة (الإنجليزية)
- تشارلي بولك على موقع إن بي أي (الإنجليزية)
- تشارلي بولك على موقع سبورتس رفرنس (الإنجليزية)
- تشارلي بولك على موقع كلية كرة السلة في سبورتس رفرنس.كوم (الإنجليزية)
- تشارلي بولك على موقع ريلجم (الإنجليزية)
- تشارلي بولك على موقع بروبوليرز (الإنجليزية)